# Karl Lund
Karl Fredrik Leonard Lund, född 31 juli 1888, död 11 december 1942, var en finländsk gymnast.
Lund tävlade för Finland vid olympiska sommarspelen 1912 i Stockholm, där han var med och tog silver i lagtävlingen i fritt system. 